# Världsekonomi
Termen världsekonomi saknar ofta klar definition, men syftar oftast på en sammantagen helhet av det på jorden som kan mätas i ekonomiskt värde, vilket kan ske enligt flera olika metoder, alternativt den sammantagna effekten av de olika ekonomierna på jorden. Ordet används ofta med betoning på hänsynen som måste tas till globaliseringens effekt på den moderna ekonomin då de mindre beståndsdelarna av världsekonomin (främst staters ekonomier) tätare sammanlänkas och utvecklar beroende av varandra globalt.